# ヴァイオリンソナタ (ドヴォルザーク)
ヴァイオリンとピアノのためのソナタ ヘ長調 作品57（B.106）は、アントニン・ドヴォルザークが作曲したヴァイオリンソナタ。
ドヴォルザークは1873年にイ短調のヴァイオリンソナタ（B.33）を作曲して1875年に初演しているが、破棄されたのか現存していないため、本作が唯一のヴァイオリンソナタとなった。

## 概要
作曲は1880年3月3日から17日にかけて行われた。彼は同時期にヴァイオリン協奏曲 イ短調の作曲にも取り組んでいたが、これら2つの作品でヴァイオリンの異なる側面を探求したかのように思われる。本作は当然その2作品のうちではより親密な内容となっており、ところどころにブラームスの影響を示している。また楽器間の対話によって進められる、室内楽曲らしい作品に仕上がっている。
ドヴォルザークは1880年3月31日に、著名なヴァイオリニストであったヨーゼフ・ヨアヒムと共に本作を演奏している。ヨアヒムは本作を好意的に受け取っており、ヴァイオリン協奏曲については各要素へ相反する感情を有していたのと対照的であった。公開初演の詳細は不明であるが、1881年10月5日はプラハのUmělecká besedaにおける会合で最初期の演奏が実施されている。この時はヴァイオリン協奏曲の初演を受け持ったフランティシェク・オンドジーチェクのヴァイオリン、後に作曲家として成功を収めるカレル・コヴァジョヴィツのピアノだった。
手稿譜はプラハの国立博物館に保管されている。初版は作曲者自身の監修のもと、1880年にジムロックから刊行された。

## 楽曲構成

### 第1楽章
Allegro ma non troppo 3/4拍子 ヘ長調
ヴァイオリンが奏する第1主題により幕を開ける（譜例1）。ヴァイオリンとピアノが交代しながら進む。
譜例1
経過を終えてピアノから第2主題が出される（譜例2）。ここでもヴァイオリンとピアノは交代を繰り返して音楽を紡いでいく。
譜例2
譜例2に基づく結尾楽句が置かれ、反復記号によって提示を繰り返す。展開部はまず第2主題、次に第1主題、その後に再び第2主題を扱って次第に音力を弱めていき、譜例1の回帰によって再現部に入る。提示部とは異なる経過を辿って第2主題の再現となる。最後に譜例1が今一度回想されて盛り上がりをみせるかと思いきや、ヴァイオリンにはピアニッシッシモ（ppp）が指定されるなど、ごく静かに楽章の終わりを迎える。

### 第2楽章
Poco sostenuto 6/4拍子 イ長調
1小節先行するピアノに続いてヴァイオリンが譜例3の主題を奏でていく。
譜例3
上行するアルペッジョによるエピソードを挟み、1小節のみ3/4拍子に転じて全休止とした後に新しい主題の導入がなされる（譜例4）。ピアノとヴァイオリンが交代しながら歌われていく。
譜例4
付点音符のリズムが入って大きく盛り上がったところで譜例3の再現となる。続いて譜例4も再現され、そのまま勢いを減じる形で終わりを迎える。

### 第3楽章
Allegro molto 2/4拍子 ヘ長調
ロンド形式。民謡風の素材に溢れ、スラブ色を感じさせる楽章となっている。冒頭から勢いよく主題が奏される（譜例5）。ここでもヴァイオリンとピアノの役割の交代がみられる。
譜例5
短調のエピソードを挟んで譜例5が繰り返された後、ピアノからドルチェの主題が現れる（譜例6）。
譜例6
さらにエスプレッシーヴォの楽想が続き、ヴァイオリン、ピアノの順に奏していく（譜例7）。
譜例7
譜例5を始まりとする対位法的な展開が行われ、曲は譜例5の再現へと移っていく。これに譜例6、譜例7が続き、華やかなコーダによって全曲に終止符が打たれる。